# Эмпсон, Уильям
Сэр Уильям Эмпсон (анг. William Empson; 27 сентября 1906, Кингстон-апон-Халл — 15 апреля 1984, Лондон) — английский поэт, учёный, литературовед, теоретик литературы, литературный критик, педагог. Член Британской академии.
Крупнейший представитель «новой критики» в Великобритании (книга «Семь разновидностей неоднозначного», 1930, и др.).

## Биография
В 1925—1929 годах изучал математику и литературу в Кембриджском университете. В 1931—1934 годах читал лекции по английской литературе в Токио, в 1937—1939 и 1947—1952 годах — в Пекине. С 1941 по 1946 год руководил китайским отделом BBC. С 1953 года — профессор английской литературы в Шеффилдском университете.
Входил в круг поэтов, группировавшихся вокруг Уистена Хью Одена. Практиковал интеллектуальную лирику с философской подоплекой. В 1930 году написал книгу «Семь разновидностей неоднозначного», в которой применил характерную, тонкую и эрудированную интерпретацию двусмысленности поэтических текстов. В «Некоторых версиях пасторали» 1935 года рассмотрел различные варианты идиллического подхода к действительности, сочетая семантический анализ с психоаналитической и марксистской тематикой. Его работа «Структура сложных слов», посвящённая проблемам исторической семантики, датируется 1951 годом.
Уильям Эмпсон, изучая поэтические тексты, сделал основным предметом своих поисков так называемые «двусмысленности», понимая под ними «логический конфликт между денотативным и коннотативным смыслом слов; то есть между, так сказать, аскетизмом, стремящимся убить язык, лишая слова всех ассоциаций, и гедонизмом, стремящимся убить язык, рассеивая их смысл среди множественности ассоциаций».
В лирике (сборники «Стихи», 1935; «Новые стихотворения», 1961) развивал традиции поэтов «метафизической школы» (Джон Донн и др.). По мнению лондонской «Таймс», «совершил революцию в наших способах чтения стихов».

## Избранные публикации
- Seven Types of Ambiguity: A Study of Its Effects on English Verse. 1930
- Some versions of pastoral. A study of the pastoral form in literature. 1935
- The Structure of Complex Words. 1951
- Collected Poems. 1955
- Milton’s God. A study of Paradise Lost. 1961